# Villa de Zaachila
Villa de Zaachila ist eine Stadt mit ca. 15.000 Einwohnern und der Verwaltungssitz der gleichnamigen Gemeinde (municipio) mit insgesamt etwa 37.000 Einwohnern im Zentrum des Bundesstaates Oaxaca im Süden Mexikos.

## Lage und Klima
Der Ort Villa de Zaachila liegt im Tal von Oaxaca ca. 15 km (Fahrtstrecke) südlich der Stadt Oaxaca de Juárez in einer Höhe von ca. 1515 m. Das Klima ist trocken und warm; Regen (ca. 675 mm/Jahr) fällt hauptsächlich während des Sommerhalbjahrs.

## Bevölkerungsentwicklung
| Jahr      | 2000   | 2010   |
| Einwohner | 11.610 | 13.959 |

Die zum Teil aus dem Umland zugewanderten Bewohner des Ortes sprechen in der Regel zapotekische oder Nahuatl-Dialekte.

## Wirtschaft
Bereits in vorspanischer Zeit war die Gegend ein wichtiges Wirtschafts- und Handelszentrum der Zapoteken-Indianer; wichtigstes Handelsgut war der in der Region gewonnene Cochenille-Farbstoff. Die Menschen der Region leben noch heute weitgehend als Selbstversorger von den Erträgen ihrer Felder (Mais, Weizen) und Gärten (Kartoffeln, Bohnen, Tomaten, Chili etc.) Viehzucht wurde und wird nur in geringem Umfang betrieben (Hühner und Truthühner). Im Ort selbst haben sich Kleinhändler, Handwerker und Dienstleister aller Art niedergelassen.

## Geschichte

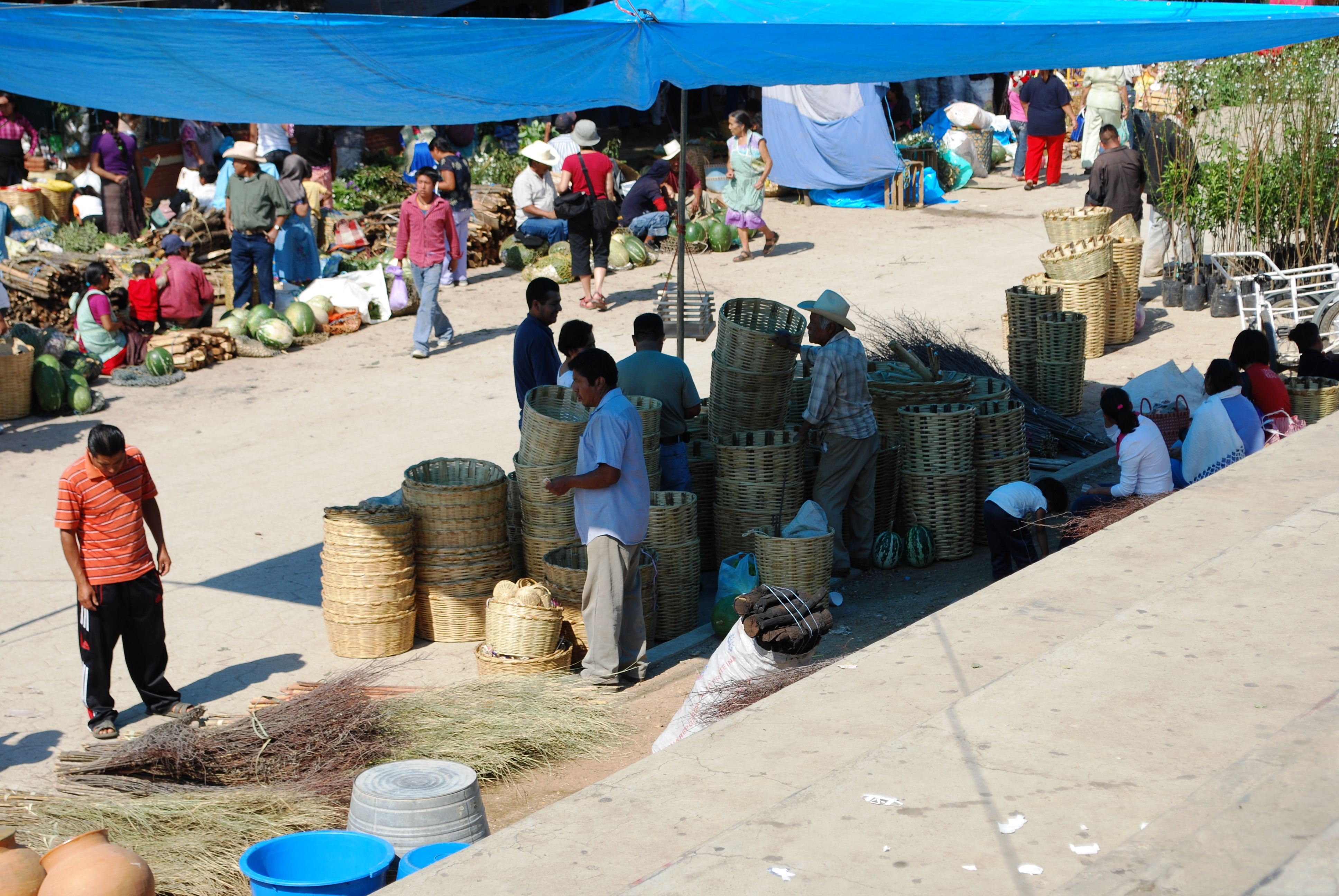
Straßenmarkt in Zaachila

Nach dem Ende von Monte Albán entstanden im Tal von Oaxaca mehrere kleinere Fürstentümer, zu denen – neben Mitla und Yagul – auch Zaachila gehörte.

## Sehenswürdigkeiten
- Wichtigstes touristisches Ereignis ist der jeweils donnerstags stattfindende Straßenmarkt.
- Die Iglesia de Santa María Natividad ist eine einschiffige, von mehreren Kuppeln bedeckte Kirche aus der Kolonialzeit. Das Mauerwerk besteht jeweils in Teilen aus vor Ort gebrannten Ziegelsteinen und exakt behauenen Natursteinen, die von einem älteren Bauwerk, also wahrscheinlich von einem vorspanischen Heiligtum stammen.
- Ein mehrgeschossiger Uhrturm wurde zu Beginn des 20. Jahrhunderts errichtet.
- Die präspanische archäologische Stätte von Zaachila befindet sich auf einer Anhöhe ca. 400 m südlich des Ortszentrums.